# Catharine Pendrel
Catharine Pendrel (ur. 30 września 1980 we Fredericton) – kanadyjska kolarka górska, brązowa medalistka olimpijska, trzykrotna medalistka mistrzostw świata, złota medalistka igrzysk panamerykańskich oraz dwukrotna zdobywczyni Pucharu Świata.

## Kariera
Jej olimpijskim debiutem były igrzyska w Pekinie w 2008 roku gdzie zajęła czwarte miejsce, przegrywając walkę o brązowy medal z Iriną Kalentjewą z Rosji o tylko 9 sekund. Na rozgrywanych cztery lata później igrzyskach olimpijskich w Londynie w tej samej konkurencji była dziewiąta.
W 2007 roku, podczas igrzysk panamerykańskich w Rio de Janeiro zdobyła złoty medal w cross-country. Zdobyła złoty medal na mistrzostwach świata w Champéry w cross-country. W zawodach tych wyprzedziła bezpośrednio Polkę Maję Włoszczowską i Włoszkę Evę Lechner. Dwa lata wcześniej wspólnie z Raphaëlem Gagné, Geoffem Kabushem i Evanem Guthrie zdobyła srebrny medal w sztafecie podczas mistrzostw świata w Canberze.
Ponadto Pendrel triumfowała w klasyfikacji generalnej Pucharu Świata XCO w sezonach 2010 i 2012, w latach 2008, 2011 i 2014 była druga, a w sezonie 2009 była trzecia.

## Ważniejsze osiągnięcia

### 2015
- 4 m. Puchar Świata XCO #1 - Nové Mesto na Morave

### 2014
- złoty medal: Mistrzostwa Świata 2014 XCO – Hafjell
- 1 m. Mistrzostwa Kanady XCO – Oro-Medonte
- 4 m. Puchar Świata XCO #7 – Méribel
- 1 m. Puchar Świata XCO #6 – Windham
- 2 m. Puchar Świata XCO #5 – Mont-Sainte-Anne
- 5 m. Puchar Świata XCO #4 – Albstadt
- 2 m. Puchar Świata XCO #3 – Nové Mesto na Morave
- 2 m. Klasyfikacja generalna Pucharu Świata XCO 2014
- 3 m. Ranking UCI 2014

### 2013
- 20 m. Mistrzostwa Świata 2013 XCO – Pietermaritzburg
- 7 m. Puchar Świata XCO #6 – Hafjell
- 8 m. Puchar Świata XCO #5 – Mont Sainte Anne
- 6 m. Puchar Świata XCO #3 – Val di Sole
- 3 m. Puchar Świata XCO #2 – Nové Mesto na Morave
- 12 m. Puchar Świata XCO #1 – Albstadt
- 7 m. Klasyfikacja generalna Pucharu Świata XCO 2013
- 20 m. Ranking UCI 2013

### 2012
- 9 m. Igrzyska Olimpijskie 2012 – Londyn
- 15 m. Mistrzostwa Świata 2012 XCO – Saalfelden am Steinernen Meer
- 1 m. Mistrzostwa Kanady XCO – Saint-Félicien
- 9 m. Puchar Świata XCO #7 – Val d’Isère
- 1 m. Puchar Świata XCO #6 – Windham
- 1 m. Puchar Świata XCO #5 – Mont Sainte Anne
- 4 m. Puchar Świata XCO #4 – La Bresse
- 6 m. Puchar Świata XCO #3 – Nové Mesto na Morave
- 1 m. Puchar Świata XCO #2 – Houffalize
- 3 m. Puchar Świata XCO #1 – Pietermaritzburg
- 1 m. Klasyfikacja generalna Pucharu Świata XCO 2012
- 4 m. Ranking UCI 2012

### 2011
- złoty medal: Mistrzostwa Świata 2011 XCO – Champéry
- 1 m. Mistrzostwa Kanady XCO
- 1 m. Puchar Świata XCO #7 – Val Di Sole
- 1 m. Puchar Świata XCO #6 – Nové Mesto na Morave
- 2 m. Puchar Świata XCO #5 – Windham
- 1 m. Puchar Świata XCO #4 – Mont-Sainte-Anne
- 2 m. Puchar Świata XCO #3 – Offenburg
- 7 m. Puchar Świata XCO #2 – Dalby Forest
- 4 m. Puchar Świata XCO #1 – Pietermaritzburg
- 2 m. Klasyfikacja generalna Pucharu Świata XCO 2011
- 2 m. Ranking UCI 2011

### 2010
- 4 m. Mistrzostwa Świata 2010 XCO – Mont-Sainte-Anne
- 1 m. Mistrzostwa Kanady XCO
- 1 m. Puchar Świata XCO #6 – Windham
- 2 m. Puchar Świata XCO #5 – Val Di Sole
- 16 m. Puchar Świata XCO #4 – Champéry
- 1 m. Puchar Świata XCO #3 – Offenburg
- 5 m. Puchar Świata XCO #2 – Houffalize
- 6 m. Puchar Świata XCO #1 – Dalby Forest
- 1 m. Klasyfikacja generalna Pucharu Świata XCO 2010
- 4 m. Ranking UCI 2010

### 2009
- 6 m. Mistrzostwa Świata 2009 XCO – Canberra
- 1 m. Mistrzostwa Kanady XCO
- 3 m. Puchar Świata XCO #8 – Schladming
- 10 m. Puchar Świata XCO #7 – Champéry
- 3 m. Puchar Świata XCO #6 – Bromont
- 1 m. Puchar Świata XCO #5 – Mont-Sainte-Anne
- 5 m. Puchar Świata XCO #4 – Madryt
- 2 m. Puchar Świata XCO #3 – Houffalize
- 6 m. Puchar Świata XCO #2 – Offenburg
- 3 m. Klasyfikacja generalna Pucharu Świata XCO 2009
- 3 m. Ranking UCI 2009

### 2008
- 4 m. Igrzyska Olimpijskie 2008 – Pekin
- 6 m. Mistrzostwa Świata 2008 XCO – Val Di Sole
- 8 m. Puchar Świata XCO #9 – Schladming
- 3 m. Puchar Świata XCO #8 – Canberra
- 1 m. Puchar Świata XCO #7 – Bromont
- 2 m. Puchar Świata XCO #6 – Mont-Sainte-Anne
- 12 m. Puchar Świata XCO #5 – Fort William
- 4 m. Puchar Świata XCO #4 – Vallnord
- 9 m. Puchar Świata XCO #3 – Madryt
- 8 m. Puchar Świata XCO #2 – Offenburg
- 14 m. Puchar Świata XCO #1 – Houffalize
- 2 m. Klasyfikacja generalna Pucharu Świata XCO 2008

## Puchar Świata

### Miejsca na podium XCO (elita)
| Sezon PŚ | 1. miejsce | 2. miejsce | 3. miejsce | Razem |
| 2008     | 1          | 1          | 1          | 3     |
| 2009     | 1          | 1          | 2          | 4     |
| 2010     | 2          | 1          | -          | 3     |
| 2011     | 3          | 2          | -          | 5     |
| 2012     | 3          | -          | 1          | 4     |
| 2013     | -          | -          | 1          | 1     |
| 2014     | 1          | 2          | -          | 3     |
| 2015     | -          | 1          | 2          | 3     |
| 2016     | 1          | 1          | 2          | 4     |
| 2017     | -          | -          | 1          | 1     |
| Suma     | 12         | 9          | 10         | 31    |